# Léon Guignace
Léon Michel Guignace né en 1733 mort le 23 août 1805 est un ingénieur naval français.
Il est l'architecte de plusieurs navires célèbres de la seconde moitié du XVIIIe siècle.  

## Biographie
D'origine bordelaise, Léon Guignace est formé à l’École des ingénieurs-constructeurs des vaisseaux royaux créée par Duhamel du Monceau en 1765.

## Réalisations

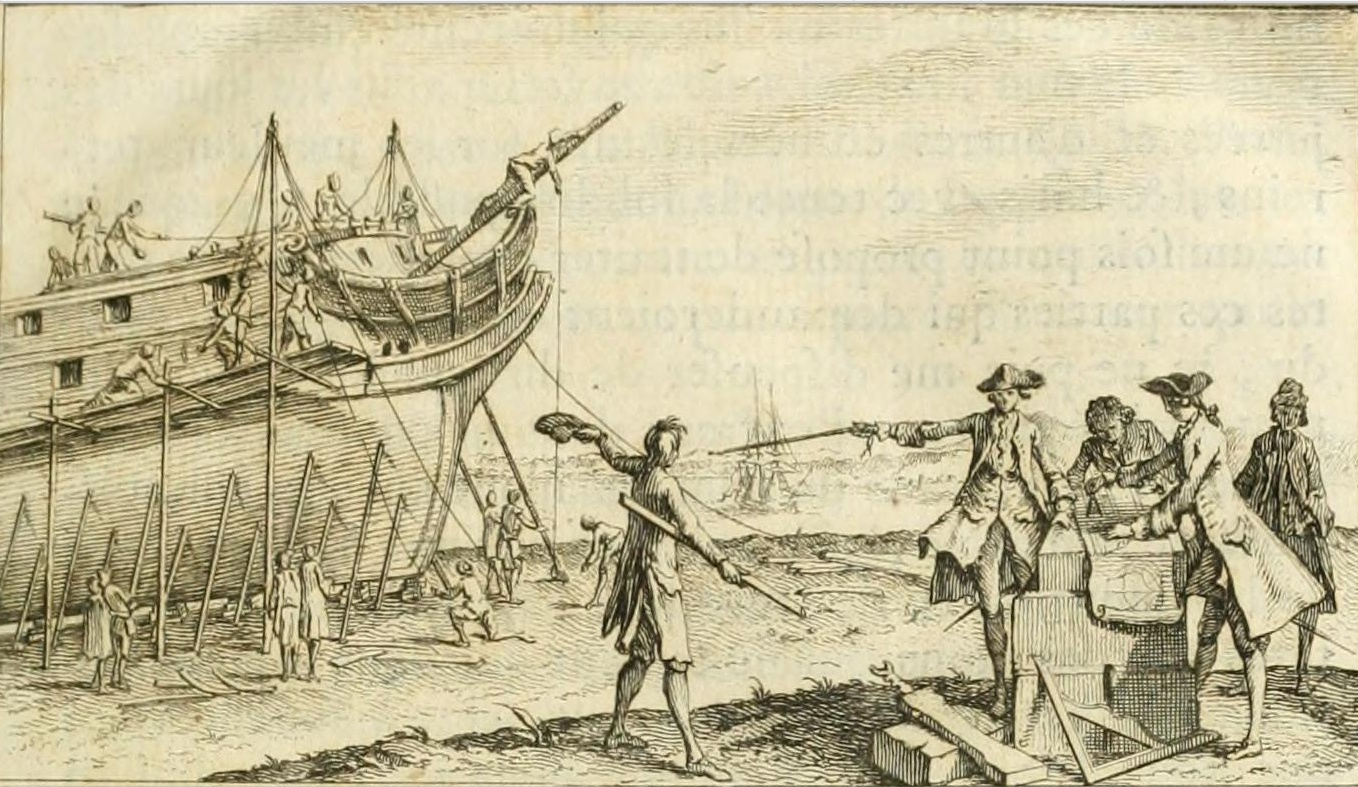
Ingénieurs de Marine sur un chantier naval, illustration de Nicolas Ozanne pour les Éléments de l'architecture navale ou Traité pratique de la construction des vaisseaux de Duhamel du Monceau (1752).

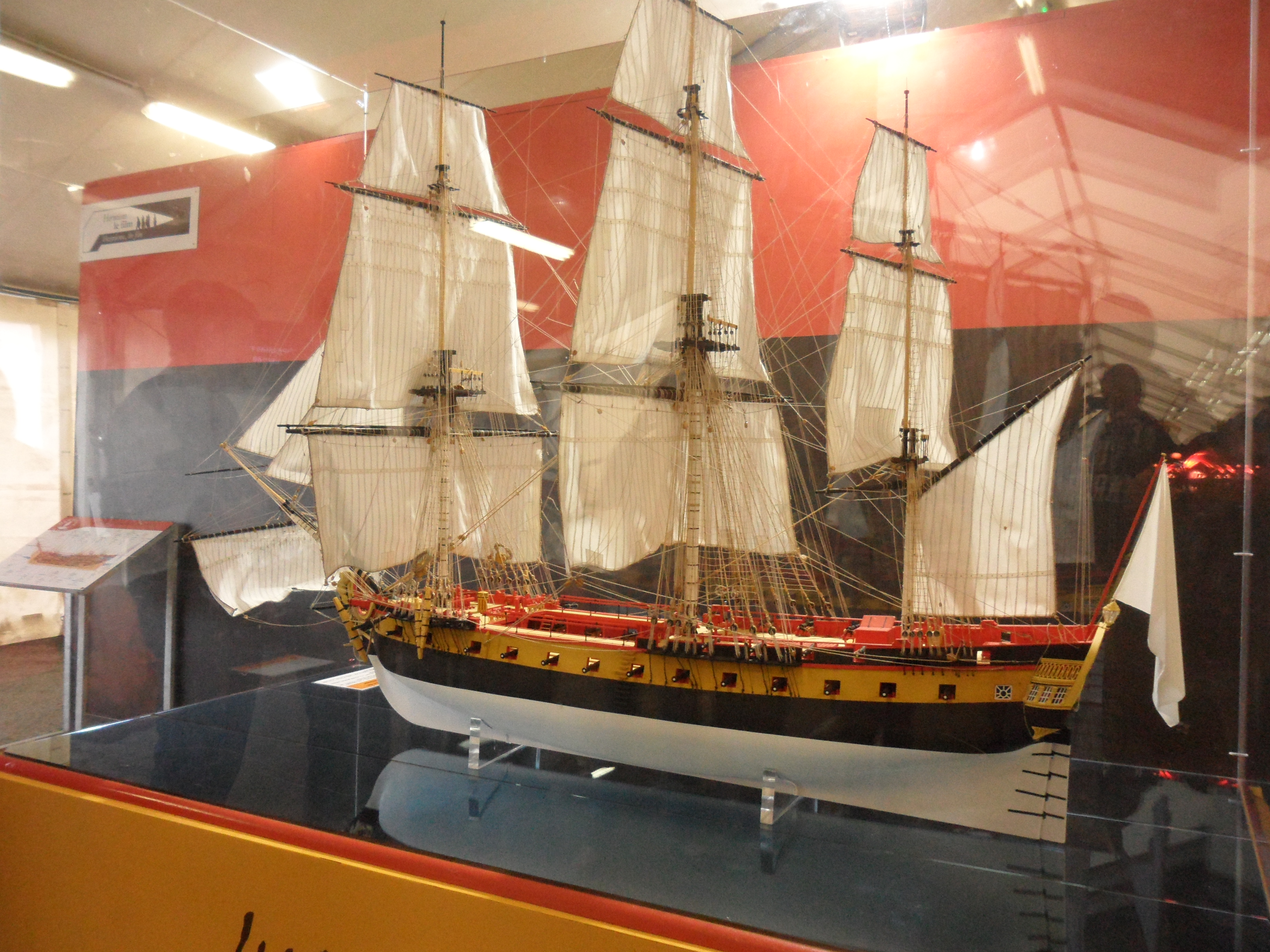
Modèle réduit de l’Hermione, l'un des plus célèbres navires construits par Léon Guignace. Localisation inconnue.

- la Belle Poule, 1765, frégate de 12 ayant remporté le premier combat de la guerre d'indépendance des États-Unis d'Amérique,
- La Surveillante, commandée par Charles Louis du Couedic, elle livra un combat contre la frégate anglaise HMS Quebec dans la guerre d'indépendance des États-Unis d'Amérique.
- L'Hermione, frégate de 12 qui conduisit La Fayette en Amérique.
- Le Gros Ventre, une gabare qui sous le commandement de Saint-Aloüarn, participa à l'expédition australe de Kerguelen et fut le premier navire français à aborder l'Australie[3].
- La Bellone, frégate de 32 de la Classe Iphigénie, sous le commandement d'Antoine Melchior Gaspard de Bernier de Pierrevert. Elle prit par à la guerre d'indépendance des États-Unis dans l'Océan Indien avec l'escadron sous les ordres de Suffren.